# 엑스틸
《엑스틸》(영어: Exteel)는 엔씨소프트가 개발하고 자사의 게임 포털 사이트 플레이엔씨에서 서비스하는 온라인 메카닉 3인칭 슈팅 게임이다. 2010년 9월 1일을 기일로 서비스가 종료되었다.
2008년에 리런칭이 되어 1세대 메커드(메키, 트루퍼, 블래스턴트, 데쉬미르, 프론트 라이너)가 사라졌다.

## 메커드 목록
- 스탈리온
- 아스타로트
- 하스켈
- 데이븐스타
- 스프린터
- 제이워커
- 버스트레이
- 어비션트
- 엑시드
- 블리츠커
- 레이던트
- 가이던스
- 제노사이더
- 비지란트
- 에어로볼트
- 사이드 와인더
- 듀락
- 에이져렛지
- 크로스틸
- 스팅엑스
- 스틸하트
- 루시페리엘
- 에이레네
- 감마레이
- 빅 매머드

엑스틸은 파츠 커스터마이징이 가능하다.
예)00헤드 파츠를 장착하고 @@코어 파츠를 장착하고 **팔 파츠를 장착하고 ++ 다리파츠와 ##백팩파츠를 장비하였다.

## 게임모드
엑스틸에는 현재 5가지의 전투 모드가 존재했다.
- 개인전: 서로 싸워서 킬 수가 높은 사람이 승리한다.
- 단체전: 팀 포인트가 높은 쪽이 승리한다.
- 깃발뺏기전: 상대팀의 깃발을 탈취하여 포인트가 높은 팀이 승리한다.
- 점령전: 고지를 점령하여 포인트가 높은 쪽이 승리한다.
- 방어전: 총 3개의 난이도가 존재하며 개미떼처럼 몰려오는 퍼핏들로부터 우리의 고지와 기지를 지키는 모드이다.

일부 단계에선 퍼핏 바머가 등장한다. 바머는 유저에게 다가가 자폭 스킬 '익스플로젼-z'를 시전했다. 그러나 슈퍼 퍼핏 바머는 기지와 고지에 다가가서 자폭을 하기 때문에 기지 에너지의 5분의 1이 날라가고 고지의 3분의 1이 날아갔다. 5, 8단계는 쉬는 단계이며 4,10단계는 보스가 등장했다. 4단계에 나오는 보스는 듀라와 비키가 있었다. 비키는 SMG를 쓰는 보스이며 보스 중에서 최약체. 듀라는 RIFLE을 쓰는 보스이다. 10단계에 나오는 보스는 벨로스와 레크이었다. 벨로스는 SMG를 쓴다. 레크보다 먼저 처리하는 것을 권장. 레크는 ROCKET을 쓰는 보스이며 체력이 많은 중량형 보스이었다. 난이도 3의 경우는 10단계에서 레크와 벨로스를 쓰러뜨리고 11단계에서 쉬고 12단계에 거대 메커드 '발라스'와 전투를 벌이게 된다. 난이도3의 경우는 어렵지만 12000~15000의 크레딧을 받을 수 있었다.

## 진영
엑스틸에는 국가가 있었다.
- 마스턴
- 팔라모
- 서팔라모
- 아이어

## 계급
대한민국 국군의 계급 체계를 따르며 원수 이후로는 제독, 총독 마스터, 지배자 계급을 추가하여 24단계로 분할되어 있었다. 병장, 중사, 원사로 승진할 때 메커드 슬롯이 늘어났다.
상기 국군 계급 체계는 리런칭 이후~종료 직전의 체계이며, 본래의 체계는 다음과 같다.
- 훈련병
- 정착민1급
- 정착민2급
- 정착민3급
- 정착민4급
- 정착민5급
- 용병단원
- 용병10인대장
- 용병50인대장
- 용병100인대장
- 용병단장
- 엘리트
- 하이엘리트
- 슈퍼엘리트
- 파워엘리트
- 엘리트스타
- 프론티어
- 메커드마스터
- 네이던히어로
- 구세주

네이든 히어로는 전체 유저의 상위 1%만 달 수 있기 때문에 1%에 걸쳐있는 유저는 다음날 접속시에 메커드마스터와 네이던히어로를 왔다갔다 하는 경우도 있었다.
구세주는 전체 서버 랭킹 1위로 단 한명에게만 주어지는 계급이었다.
당시 '강도마스터'라는 이름의 유저가 최장기간 구세주 계급을 독점한 기록이 있었다.